# Louis Michielsens
Louis Michielsens (Oosterweel, 22 oktober 1887 - Wijnegem, 24 oktober 1943) was een Belgisch notaris en politicus voor het Katholiek Verbond van België.

## Levensloop
Michielsens was getrouwd met Maria Boen (Rumst, 15 juni 1884 - Wijnegem, 13 maart 1947) en ze kregen zes kinderen. Hij vestigde zich als notaris in Wijnegem en werd er in 1926 gemeenteraadslid.
Hij werd katholiek senator voor het arrondissement Antwerpen in 1929 en vervulde dit mandaat tot in 1932.